# Prorocentrum micans
Prorocentrum micans es una especie de dinoficeo prorocentrale de la familia Prorocentraceae. Es una especie marina de distribución global.

## Biología
Es una célula de forma redondeada en la región anterior y puntiaguda en la posterior (forma de lágrima u hoja) de entre 15 y 80 μm de largo y de entre 15 y 50 μm de ancho con una espina apical en la valva izquierda y un patrón de ornamentación de las valvas con poros y depresiones (entre 83 y 139 por valva). Es de hábitos planctónicos y no es tóxica.

## Taxonomía
La especie fue descrita por el naturalista alemán Christian Gottfried Ehrenberg en 1834, siendo la especie tipo de su género. Está estrechamente relacionada con P. gracile y P. mexicanum.